# Wilfried Kittler
Wilfried Kittler (* 14. Mai 1929 in Lindenau, Kreis Senftenberg) ist ein ehemaliger deutscher Diplomat. Er war Botschafter der DDR in Marokko und im Senegal.

## Leben
Kittler, Sohn eines Arbeiters, studierte Außenpolitik an der Deutschen Akademie für Staats- und Rechtswissenschaft in Potsdam-Babelsberg und schloss 1956 sein Studium mit dem Staatsexamen ab.
Ab 1956 gehörte Kittler dem diplomatischen Dienst der DDR an. Er war von 1958 bis 1961 als Dritter Sekretär an der Botschaft der DDR in Nordvietnam, ab 1963 als amtierender Generalkonsul im Königreich Kambodscha, als Botschaftsrat in Algerien sowie als Mitarbeiter im Ministerium für Auswärtige Angelegenheiten der DDR (MfAA), dort unter anderem als Leiter der Sektion Kambodscha, tätig. Von Juni 1973 bis Oktober 1977 war Kittler Botschafter der DDR in der marokkanischen Hauptstadt Rabat. Von Dezember 1974 bis Oktober 1977 war er von dort aus als Botschafter im Senegal zweitakkreditiert.
Kittler wurde am 19. Juni 1973 zur Entgegennahme seines Beglaubigungsschreibens und am 13. Oktober 1977 im Zusammenhang mit der Beendigung seiner Tätigkeit von König Hassan II. zum Abschiedsbesuch empfangen. Am 5. Dezember 1974 wurde Kittler ebenfalls vom Präsidenten der Republik Senegal, Léopold Sédar Senghor, zur Überreichung des Beglaubigungsschreibens empfangen.
Nach seiner Rückkehr in die DDR arbeitete Kittler ab 1977 als Politischer Mitarbeiter in der Abteilung Internationale Verbindungen beim ZK der SED.

## Auszeichnungen
- 1979 Vaterländischer Verdienstorden in Bronze
- Verdienstmedaille der DDR